# John McKenzie
John Archibald McKenzie (ur. 4 września 1925 w Glasgow, zm. 5 lipca 2017 w Tiree) – szkocki piłkarz występujący na pozycji obrońcy.

## Kariera piłkarska
McKenzie karierę piłkarską rozpoczął w 1944 w zespole Partick Thistle. Przez 3 kolejne sezony nie zanotował ani jednego występu w barwach Thistle. Sezon 1947/48 spędził w angielskim Bournemouth & Boscombe Athletic, po czym powrócił do Partick Thistle. Przez 10 kolejnych lat regularnie występował w pierwszej drużynie. Wraz z zespołem trzykrotnie zwyciężył w rozgrywkach o Puchar Glasgow w sezonach 1950/51, 1952/53 oraz 1954/55. Także trzykrotnie grał w finale Pucharu Ligi Szkockiej w sezonach 1953/54, 1956/57 i 1958/59. Każde z tych spotkań kończyło się porażką Thistle. Przez 10 lat gry w tym zespole wystąpił w 259 spotkaniach, w których strzelił 34 bramki. 
W 1958 zaliczył krótki epizod w Fulham, po czym po raz trzeci został zawodnikiem Partick Thistle. Po rozegraniu 16 spotkań przez 2 sezony, w 1960 opuścił Thistle i zasilił szeregi zespołu Dumbarton. Podczas dwóch lat gry dla drużyny z Dumbarton zagrał w 52 spotkaniach, w których strzelił 11 bramek. 
W 1962 opuścił Szkocję, by grać dla północnoirlandzkiego Derry City. Wraz z drużyną został mistrzem  kraju w sezonie 1964/65. Przyczynił się także do zdobycia przez Derry City Pucharu Irlandii Północnej w sezonie 1963/64. W 1966 zakończył karierę piłkarską.
| Sezon   | Klub                            | Kraj              | Rozgrywki                       | Mecze | Bramki |
| ------- | ------------------------------- | ----------------- | ------------------------------- | ----- | ------ |
| 1944/45 | Partick Thistle F.C.            | Szkocja           |                                 |       |        |
| 1945/46 | Partick Thistle F.C.            | Szkocja           |                                 |       |        |
| 1946/47 | Partick Thistle F.C.            | Szkocja           |                                 |       |        |
| 1947/48 | Bournemouth & Boscombe Athletic | Anglia            | Football League Third Division  | 38    | 9      |
| 1948/49 | Partick Thistle F.C.            | Szkocja           | Division One                    | 25    | 1      |
| 1949/50 | Partick Thistle F.C.            | Szkocja           | Division One                    | 9     | 1      |
| 1950/51 | Partick Thistle F.C.            | Szkocja           | Division One                    | 26    | 5      |
| 1951/52 | Partick Thistle F.C.            | Szkocja           | Division One                    | 18    | 5      |
| 1952/53 | Partick Thistle F.C.            | Szkocja           | Division One                    | 21    | 2      |
| 1953/54 | Partick Thistle F.C.            | Szkocja           | Division One                    | 28    | 4      |
| 1954/55 | Partick Thistle F.C.            | Szkocja           | Division One                    | 27    | 2      |
| 1955/56 | Partick Thistle F.C.            | Szkocja           | Division One                    | 29    | 8      |
| 1956/57 | Partick Thistle F.C.            | Szkocja           | Division One                    | 28    | 3      |
| 1957/58 | Partick Thistle F.C.            | Szkocja           | Division One                    | 8     | 2      |
| 1957/58 | Fulham F.C.                     | Anglia            | Football League Second Division | 0     | 0      |
| 1958/59 | Partick Thistle F.C.            | Szkocja           | Division One                    | 0     | 0      |
| 1959/60 | Partick Thistle F.C.            | Szkocja           | Division One                    | 16    | 0      |
| 1960/61 | Dumbarton F.C.                  | Szkocja           | Division Two                    | 21    | 4      |
| 1961/62 | Dumbarton F.C.                  | Szkocja           | Division Two                    | 31    | 7      |
| 1962/63 | Derry City F.C.                 | Irlandia Północna | Irish Football League           | 13    | 4      |
| 1963/64 | Derry City F.C.                 | Irlandia Północna | Irish Football League           |       |        |
| 1964/65 | Derry City F.C.                 | Irlandia Północna | Irish Football League           |       |        |
| 1965/66 | Derry City F.C.                 | Irlandia Północna | Irish Football League           |       |        |

## Kariera reprezentacyjna
Karierę reprezentacyjną rozpoczął 4 listopada 1953 w meczu przeciwko Walii, zremisowanym 3:3. W 1954 został powołany na Mistrzostwa Świata 1954. Podczas turnieju zagrał w dwóch spotkaniach przeciwko Austrii i Urugwajowi. 
Ostatni mecz w reprezentacji zagrał 2 maja 1956 przeciwko Austrii. Łącznie McKenzie w latach 1953–1956 zagrał w 9 spotkaniach w barwach Szkocji, w których strzelił jedną bramkę w meczu z Norwegią. 
| Mecze i gole w reprezentacji | Mecze i gole w reprezentacji | Mecze i gole w reprezentacji | Mecze i gole w reprezentacji | Mecze i gole w reprezentacji | Mecze i gole w reprezentacji | Mecze i gole w reprezentacji |
| #                            | Data                         | Miasto                       | Przeciwnik                   | Gol                          | Wynik                        | Rozgrywki                    |
| ---------------------------- | ---------------------------- | ---------------------------- | ---------------------------- | ---------------------------- | ---------------------------- | ---------------------------- |
| 1.                           | 04.11.1953                   | Glasgow                      | Walia                        |                              | 3:3                          | el. MŚ 1954                  |
| 2.                           | 03.04.1954                   | Glasgow                      | Anglia                       |                              | 2:4                          | el. MŚ 1954                  |
| 3.                           | 19.05.1954                   | Oslo                         | Norwegia                     | Gol                          | 1:1                          | towarzyski                   |
| 4.                           | 25.05.1954                   | Helsinki                     | Finlandia                    |                              | 2:1                          | towarzyski                   |
| 5.                           | 16.06.1954                   | Zurych                       | Austria                      |                              | 0:1                          | MŚ 1954                      |
| 6.                           | 19.06.1954                   | Bazylea                      | Urugwaj                      |                              | 0:7                          | MŚ 1954                      |
| 7.                           | 08.12.1954                   | Glasgow                      | Węgry                        |                              | 2:4                          | towarzyski                   |
| 8.                           | 02.04.1955                   | Londyn                       | Anglia                       |                              | 2:7                          | el. MŚ 1958                  |
| 9.                           | 02.05.1956                   | Glasgow                      | Austria                      |                              | 1:1                          | towarzyski                   |

## Sukcesy
Partick Thistle F.C.
- Puchar Glasgow (3): 1950/51, 1952/53, 1954/55
- Finał Pucharu Ligi Szkockiej (3): 1953/54, 1956/57, 1958/59

Derry City F.C.
- Mistrzostwo NIFL Premiership (1): 1964/65
- Puchar Irlandii Północnej (1): 1963/64